# 石川昭政
石川 昭政（いしかわ あきまさ、1972年（昭和47年）9月18日 - ）は、日本の政治家。
デジタル副大臣兼内閣府副大臣、復興大臣政務官兼内閣府大臣政務官兼経済産業大臣政務官、衆議院議員（4期）を歴任した。兄は石川の第一秘書を務めた。

## 経歴
茨城県日立市生まれ。日立市立会瀬小学校、日立市立助川中学校、茨城県立日立第一高等学校・國學院大學文学部神道学科を経て、1998年（平成10年）、國學院大學大学院文学研究科神道学・宗教学専攻博士前期課程修了。
同年に自由民主党本部職員となり、幹事長室でマスコミ担当。2000年（平成12年）、選挙対策本部を担当。党職員を13年間を務めた。2011年（平成23年）、公募で自民党衆議院茨城第五選挙区支部長に就任。
2012年（平成24年）、第46回衆議院議員総選挙で茨城5区に神道政治連盟からの支援を受け（石川はその国会議員懇談会にも所属）て自民党から出馬。民主党の元国土交通大臣である大畠章宏に敗れたが、比例北関東ブロックで復活し初当選。
2014年（平成26年）、第47回衆議院議員総選挙で茨城5区から再び出馬。民主党幹事長を務めた大畠に敗れたが、比例復活で再選。
2017年（平成29年）、第48回衆議院議員総選挙の前に大畠が政界引退を表明。選挙戦では後継指名された希望の党の浅野哲を接戦の末降し3選。
2018年（平成30年）、第4次安倍改造内閣で復興政務官兼内閣府政務官兼経済産業政務官に就任。
2021年（令和3年）9月29日に行われた自民党総裁選挙において、高市早苗の推薦人に名を連ねた。
同年10月の第49回衆議院議員総選挙で国民民主党から出馬した浅野に敗れたものの比例復活で4選。
2023年（令和5年）、第2次岸田第2次改造内閣でデジタル副大臣兼内閣府副大臣（デジタル行財政改革、規制改革、デジタル田園都市国家構想などの担務）に就任。
2024年（令和6年）9月27日に行われた自民党総裁選挙において、高市早苗の選対責任者を務めるとともに推薦人に名を連ねた。同年10月1日に発足した石破内閣でデジタル副大臣に再任。
同年10月の第50回衆議院議員総選挙では再び浅野に敗れ、比例においても同ブロックで最下位当選した候補が惜敗率73.9％であるのに対し、惜敗率72.5％であったため次々点で落選した。
同年11月12日、政策広報を推進する株式会社キャピトルシンクの取締役に就任した。

## 政策

### 憲法改正
- 憲法改正に賛成[11]。
- 集団的自衛権の行使を禁じた政府の憲法解釈を見直すことに賛成[11]。
- 日本の核武装について今後の国際情勢によっては検討すべきとしている[11]。

### 消費税増税
- 2012年の公開アンケートにおいて、消費税を2014年4月に8%、2015年10月に10%まで引き上げる法律が成立したことについて「引き上げは必要だが、時期は先送りすべきだ」と回答している[11]。
- 2014年の公開アンケートにおいて、「2017年5月以降に消費税率を10%に引き上げるべきだ」と回答している[12]。
- 2017年の公開アンケートにおいて、消費税を2019年10月に10%に引き上げることについて「賛成」と回答している[13]。
- 「消費税減税」「国債を財源とした社会保障と公共事業の拡充」を主張する日本の未来を考える勉強会の幹事長を務めている[14]。
- 「消費税0%の検討」を掲げた『国民を守るための「真水100兆円」令和2年度第2次補正予算に向けた提言』の賛同者に名を連ねている[15]。

### 夫婦別姓
- 2014年のアンケートで、選択的夫婦別姓制度の導入について「どちらかというと反対」と回答[16]。

- 2021年1月30日、石川ら自民党国会議員有志50人は、47都道府県議会議長のうち同党所属の約40人に、選択的夫婦別姓の導入に賛同する意見書を採択しないよう求める文書を提出した。地方議員や市民団体は、地方議会の独立性を脅かす行為だとして石川らを批判した[17][18][19][20][21]。

### その他
- 女性宮家の創設に反対[11]。
- 日本のTPP参加に反対[11]。

## 人物像
- 小学校3年からサッカーを始め、体育会でもプレーした[3]。
- 大学では、神道学を勉強し、神職の資格を持っている[22]。
- 自民党職員になった理由は、「政治家になるための深い経験ができると思ったから」[3]。
- 東京16区選出の大西英男と共に國學院大學初の衆議院議員となった[23]。

## 所属団体・議員連盟
- 日本の未来を考える勉強会（幹事長）[14]
- ボーイスカウト振興国会議員連盟
- 自民党たばこ議員連盟[24]
- 神道政治連盟国会議員懇談会[25]
- みんなで靖国神社に参拝する国会議員の会[25]
- TPP交渉における国益を守り抜く会
- 家族の絆特命委員会
- 文化芸術懇話会[26]
- 日本の尊厳と国益を護る会[27]

## 選挙歴
| 当落 | 選挙                   | 執行日         | 年齢 | 選挙区      | 政党       | 得票数    | 得票率 | 定数 | 得票順位 /候補者数 | 政党内比例順位 /政党当選者数 |
| ---- | ---------------------- | -------------- | ---- | ----------- | ---------- | --------- | ------ | ---- | ------------------ | ---------------------------- |
| 比当 | 第46回衆議院議員総選挙 | 2012年12月16日 | 40   | 茨城県第5区 | 自由民主党 | 5万1841票 | 41.80% | 1    | 2/3                | 1/6                          |
| 比当 | 第47回衆議院議員総選挙 | 2014年12月14日 | 42   | 茨城県第5区 | 自由民主党 | 5万3732票 | 42.76% | 1    | 2/3                | 1/8                          |
| 当   | 第48回衆議院議員総選挙 | 2017年10月22日 | 45   | 茨城県第5区 | 自由民主党 | 6万1450票 | 48.17% | 1    | 1/3                | /                            |
| 比当 | 第49回衆議院議員総選挙 | 2021年10月31日 | 49   | 茨城県第5区 | 自由民主党 | 5万3878票 | 42.57% | 1    | 2/4                | 2/7                          |
| 落   | 第50回衆議院議員総選挙 | 2024年10月27日 | 52   | 茨城県第5区 | 自由民主党 | 4万6717票 | 38.98% | 1    | 2/3                | 9/7                          |